# Социологија у Русији
Социологија у Русији кренула је да се развија од почетка двадесетог века, упркос званичној забрани социологије у Совјетском Савезу од 1929. до 1956. године и доскорашњој доминацији Марксистичке теорије. Упркос снажним дивизијама још од слома Совјетског Савеза, поље социологије у Русији сада укључује преко три стотине универзитетских катедри, приближно тридесет часописа и неколико професионалних удружења.

## Историја
Идеја о утопији значајно је утицала на прве социолошке мислиоце у Руској империји. Прво Социолошко одељење у Русији основано је 1907. године у Психонеуролошком Институту, а предводили су га Максим Ковалевски и Е. В. де Роберти. Међу другим руским социолозима тог времена налазе се и Николај Данилевски, Николај Михајловски, Михаил Туган-Барановски и С. Н. Јужаков. 
У првим тренуцима након руске револуције, социологија је почела да напредује, што видимо у значајним делима Питирима Сорокина, К. М. Такачева и Николаја Бухарина, који је био главни представник отпора према марксизму. Након приближно једне деценије, могло би се рећи. слобоног истраживања, социологија се постепено "политизовала, бољшевизовала и, најзад, стаљинизовала".Ипак, Питирим Сорокин је био протеран из Русије 1992. године. К. М. Тахатарева предавања на универзитету била су забрањена 1924. године. Социологија је окарактерисана као "буржоаска псеудо-наука" која се директно супротставља марксизму, а њена учења (као и сам назив), такође су постали забрањени. Филозофски институт комунистичке академије за филозофске и социолошке проблеме означио је 1929. године социологију као "лажну науку коју коју је смислио Огист Конт, а сама реч социологија не сме бити коришћена у марскистичкој литератури". У даљем периоду од 1930. до 1950., дисциплина је практично престала да постоји у Совјетском Савезу. Чак и када су њена учења била дозвољена (не замењена марксистичком филозофијом), није успела да доминира над марсистичком мишљу;  отуда у Совјетском Савезу и, заправо, целом Источном блоку постоји предстаљена, до одређене мере, само једна социолошка бранша: Марксистичка социологија.
Након смрти Јосифа Стаљина и Двадесетог партијског конгреса (1956), ограничења на пољу социолошког истрањивања била су ублажена; формирање Совјетског социолошког друштва било је дозвољено 1957. године; и, најзад, после Двадесет трећег партијског конгреса (1966), социологија је поново у Совјетском Савезу призната као прихватљива грана науке. Током 1962. године дошло је до формирања првог руског часописа на том пољу, и то на енглеском језику- Совјетска социологија. Током 1968. године, Институт за циљана друштвена истрааживања (касније преименован у Социолошки институт) створио је Совјетску академију наука.

## Садашњост
Чак и током совјетског периода, постојао је велики сукоб мишљења међу руским социолозима о томе да ли се треба фокусирати на Марксову и Лењинову социологију (погледај марксизам) или можда више на уопштену науку о социологији. Марксов и Лењинов прилаз, често подржаван од партије, је, у највећем броју случајева, тријумфирао- све до пада Совјетског Савеза. Од тада, у недостатку подршке која долази од институција, њихов приступ је почео да губи свој доминантни статус и то је довело до невероватно видљивих раздора и конфликата у склопу руске социологије. Према Романовском и Тошченку, руски социолози су проширили свој домен истраживања, у смислу да се баве обема темама и географијом. Године 2009., Д. Г. Подвоиски је истакао да је "у данашњем руском друштву статус социологије на изузетно ниском нивоу", нарочито наглашавајући да ни свеопшта јавност, као ни политички критичари, не знају много о социологији, нити маре за социолошки прилаз. Током 2012. године, руски социолог Виктор Вакштајн објавио је чланак у коме снажно стоји иза става да је руска социологија у кризи, и да је у процесу поновног налажења себе. Руски социолози Н. В. Романовски и Т. Тошченко наступају са мање песимистичким погледом на социологију у Русији. Они истичу да је највећи проблем са којим се руска социологија сусреће постојање недовољно образованих "псеудо-социолога" који, ни више ни мање, својим тврдњама које нису темено истражене, скрећу сву медијску пажњу.
Од 2012. године, Руција има преко три стотине универзитетских катедри за социологију, а око 110 саветодавних диплома. Између 1989. и 2003., двадесет хиљада студената дипломирало је на катедрама из социологије широм целе земље. Социолошке конференције највећиј размера у Русији су "All-Russia Sociological" (могло би се превести као "Социологија из потпуно руске тачке гледишта") и "Russian Pathways" ("Руски путеви")). Руско социолошко друштво је основано 1999. године, иако је, према Г. В. Осипову, од 2009. године постојало неколико алтернативних организација (као што су "Друштво социолога и демографа", "Социолошко друштво Ковалевски", "Друштво професионалних социолога"...), и није у потпуности јасно ко је одговарајући наследник "Совјетске социолошке организације" (расформиране 1999. године). Два највећа центра социолошких истраживања су Институт социологије и Институт социополитичког истраживања, а оба су део Руске академије наука. Награда М. Колевског је најпрестижнија награда за социолошка истраживања у Русији. Постоји око тридесет социолошких часописа објављених у Руцији, од којих се два објављују на енглеском језику: "Sociological Research" ("Социолошко истраживање") и "Society and Education" ("Друштво и образовање"). Између 1998. и 2006. године, у Русији је објављено на хиљаде социолошких књига и монографија, укључујући и неколико речника и социолошких енциклопедија.